# كيرن فيلان
كيرن فيلان (بالإنجليزية: Kieran Phelan)‏ هو فلاح وسياسي أيرلندي، ولد في 19 نوفمبر 1949 في جمهورية أيرلندا، وتوفي في 26 مايو 2010 في نفس البلد. حزبياً، نشط في فيانا فايل. وقد انتخب عضو مجلس الشيوخ من أيرلندا عن دائرة Industrial and Commercial Panel ‏ وقد انضم خلال فترته النيابية ‏ (12 سبتمبر 2002 – 22 يوليو 2007)  للكتلة البرلمانية فيانا فايل وانتخب عضو مجلس الشيوخ من أيرلندا عن دائرة Industrial and Commercial Panel ‏ وقد انضم خلال فترته النيابية ‏ (24 يوليو 2007 – 26 مايو 2010)  للكتلة البرلمانية فيانا فايل.